# Mylothris nubila
Mylothris nubila is een vlindersoort uit de familie van de Pieridae (witjes), onderfamilie Pierinae.
Mylothris nubila werd in 1884 beschreven door Möschler.